# Kinder- und Jugendgesundheitsdienst
Kinder- und Jugendgesundheitsdienst (KJGD) ist eine Abteilung oder ein Sachgebiet der (kommunalen) unteren Gesundheitsbehörden bzw. des Gesundheitsamtes im Bereich Öffentlicher Gesundheitsdienst. 
Da Gesundheit (wie auch Bildung) in Deutschland föderalistisch geregelt ist, stützen sich die Aufgaben des KJGD auf eine Reihe länderspezifischer gesetzlicher Vorschriften (Schulgesetze, Gesundheitsdienstgesetze u. a.) und ergeben sich aus der operationellen Definition der Sozialpädiatrie.

## Arbeitsweise
Der KJGD untersucht und berät subsidiär, (sozial)kompensatorisch und nicht therapeutisch meist in Teams vor Ort z. B. in den Gemeinschaftseinrichtungen für Kinder (Kindergarten, Schule). Hier versteht er seine Funktion auch als Betriebsarzt der Einrichtung. Die Teams bestehen im Idealfall aus einem Kinderarzt/Kinderärztin (Schularzt/Schulärztin) und einer/m sozialmedizinischen Assistentin/en bzw. medizinischen Fachangestellten.

## Aufgabenbereich
Hauptaufgabe ist die Schulgesundheitspflege. In Zeiten, in denen soziale Schichten zunehmend auseinanderdriften, (relative) Armut keine Ausnahme ist und gesundheitliche Vorsorge bzw. medizinische Regelversorgung für viele nicht mehr ausreichend garantiert ist bzw. nicht ausreichend wahrgenommen wird, gilt es, wesentliche gemeinwesenorientierte sozialpädiatrische Aufgaben zu sichern. Hierzu gehören beispielsweise:
1. Betriebsmedizinische Aufgaben in Gemeinschaftseinrichtungen für Kinder und Jugendliche
2. Epidemiologie und Gesundheitsberichterstattung
3. Gutachterliche Tätigkeit im Auftrag anderer Dienststellen, Ämter und Behörden
4. Untersuchungen und Beratungen von Kindern und Jugendlichen
  1. Schuleingangsuntersuchungen (SEU) bzw. Vorschuluntersuchung (VSU)
  2. Zielgruppen- und bedarfsorientierte Untersuchungen
    1. Entwicklungsbegleitende Untersuchung und Beratung 10 bis 14 Jahre alter Kinder
    2. Untersuchungen und Beratungen Behinderter beziehungsweise von Behinderung bedrohter Kinder und Jugendlicher
    3. Untersuchungen und Beratungen im Vorschulalter (Kindergarten)
    4. Untersuchungen und Beratungen der 15- bis 16-Jährigen zum Ende der Schullaufbahn (z. B. in der 9. Klasse)
    5. sonstige Untersuchungen und Beratungen im Schulalter (Kindergarten, Schule)